# Saxifraga genesiana
Saxifraga genesiana là một loài thực vật có hoa trong họ Saxifragaceae. Loài này được P.Vargas miêu tả khoa học đầu tiên năm 1997.